# Jan Kozak (chemik)
Jan Józef Kozak (ur. 22 lipca 1880 w Przemyślu, zm. 11 lutego 1941 w Krakowie) – polski chemik, profesor Uniwersytetu Jagiellońskiego, aresztowany przez gestapo w ramach Sonderaktion Krakau.

## Życiorys

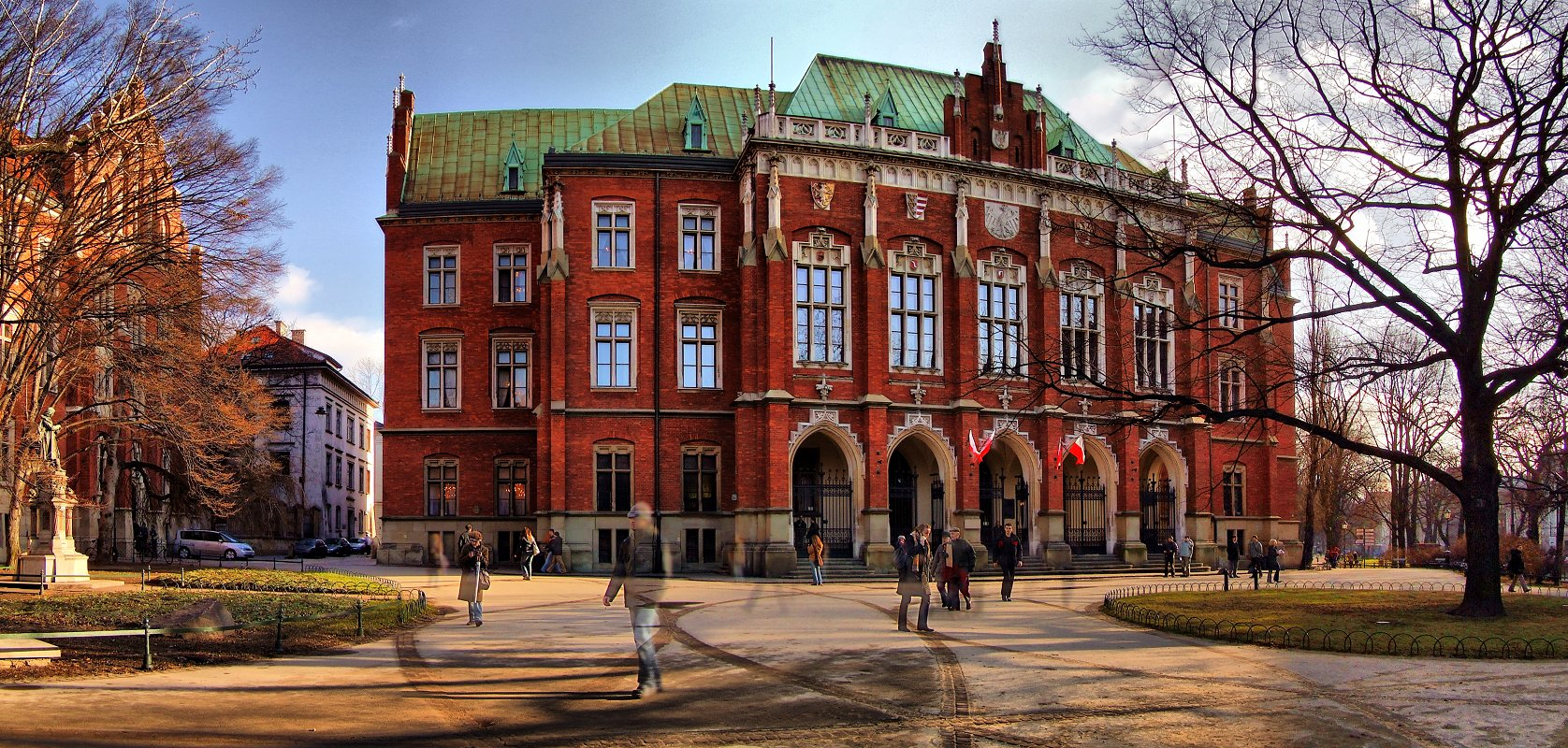
Collegium Novum Uniwersytetu Jagiellońskiego

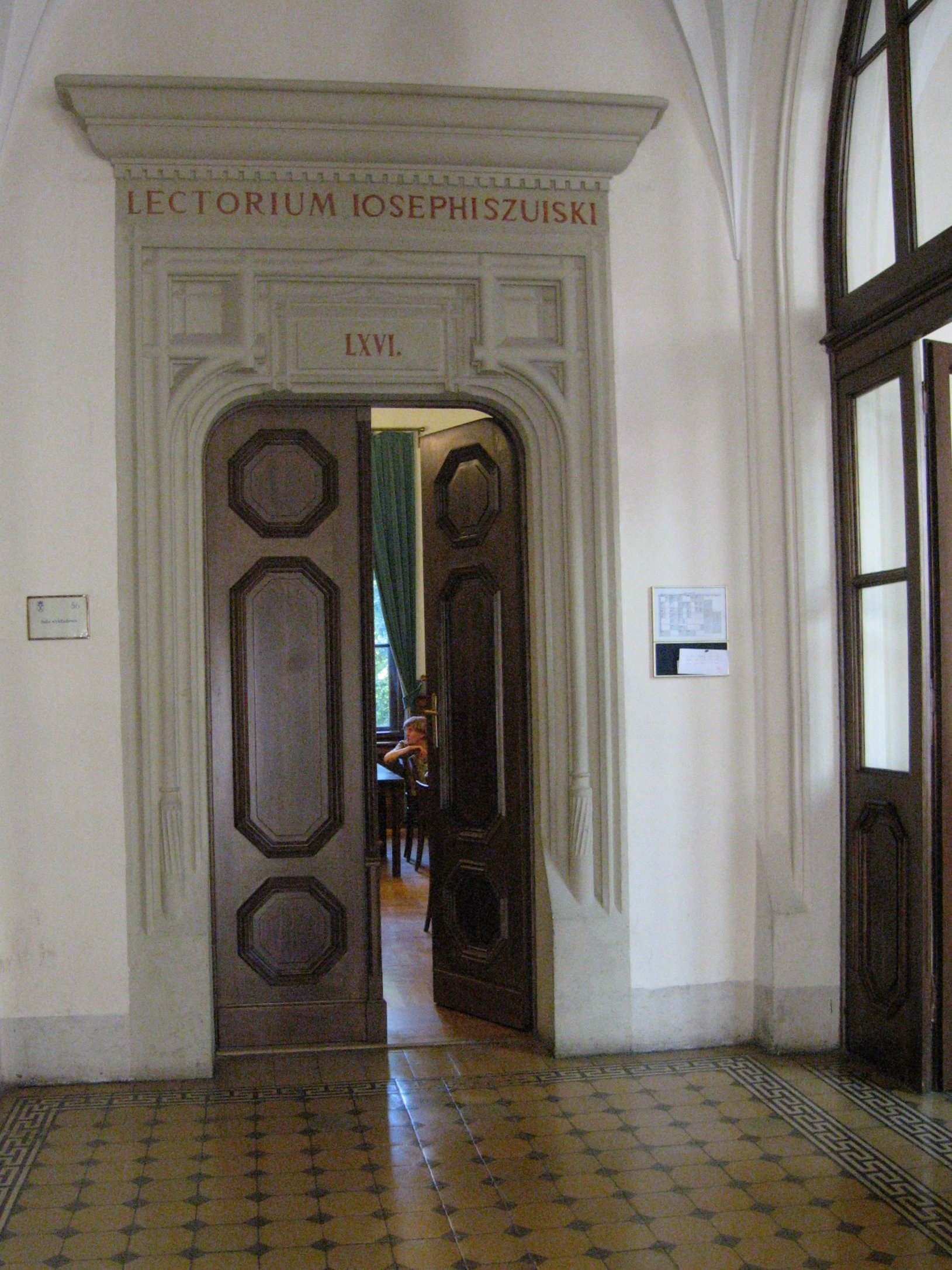
Sala 56 Collegium Novum UJ, w której aresztowano profesorów w ramach Sonderaktion Krakau

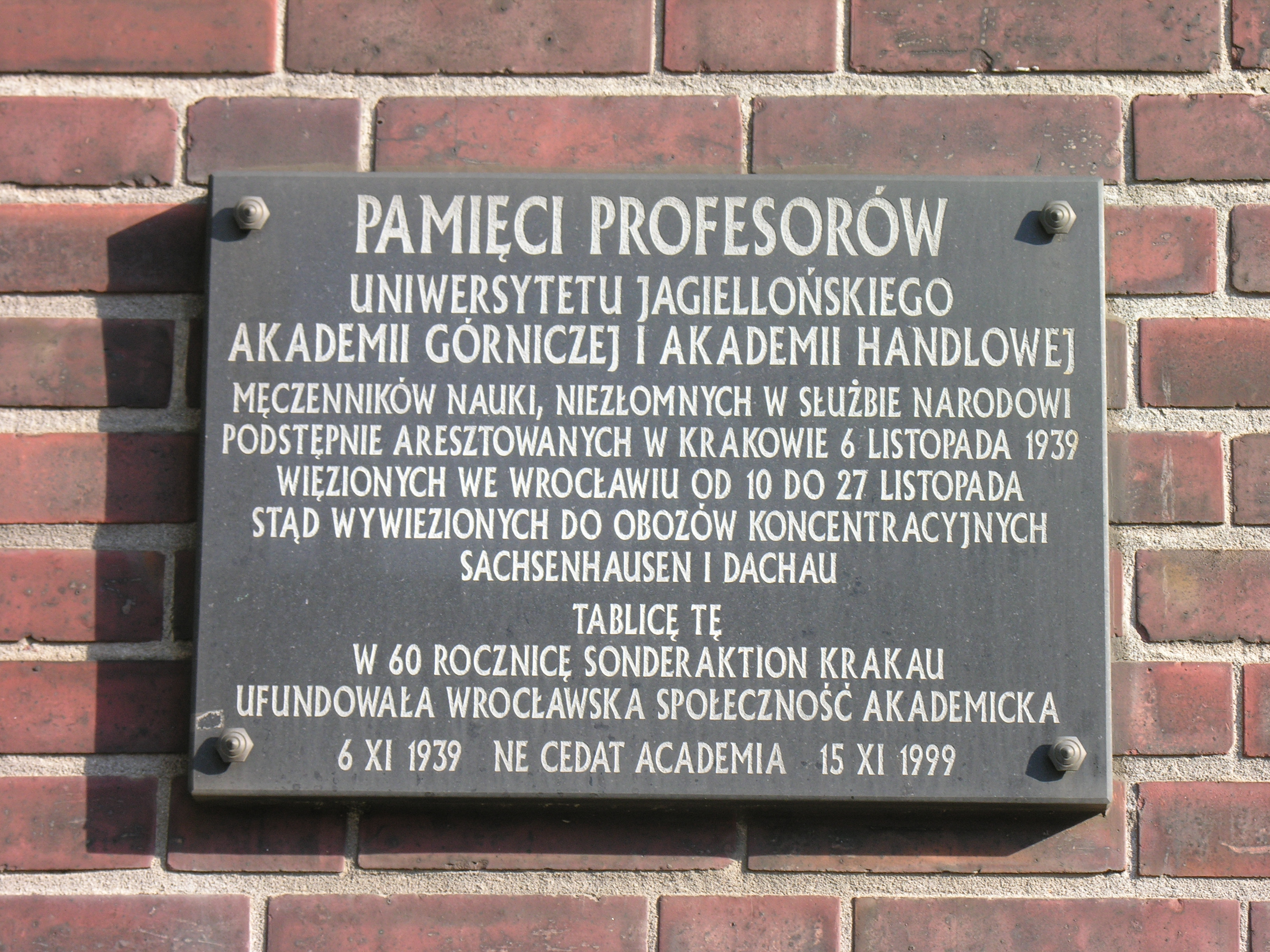
Tablica pamiątkowa we Wrocławiu

Był synem Józefa i Joanny z Matuszewskich. W 1898 zdał egzamin dojrzałości w C. K. Gimnazjum w Jaśle. Podjął studia na Wydziale Filozoficznym Uniwersytetu Jagiellońskiego, które ukończył w 1902 roku. Ukończył też studia z zakresu chemii na Politechnice Lwowskiej. W 1903 roku rozpoczął pracę jako nauczyciel chemii w Gimnazjum św. Anny, następnie w latach 1904–1911 pracował w Szkole Realnej w Krośnie. W tym czasie kontynuował także pracę naukową i w 1906 roku doktoryzował się na UJ. W latach 1911–1924 pracował w Szkole Realnej w Krakowie. 
W 1922 roku został powołany na stanowisko zastępcy profesora chemii ogólnej UJ, a rok później został habilitowany. W 1924 roku uzyskał stanowisko profesora nadzwyczajnego chemii ogólnej Wydziału Rolniczego UJ i w latach 1925–1939 pełnił obowiązki kierownika katedry i Zakładu Chemii Ogólnej na wydziale rolniczym. W 1938 otrzymał tytuł profesora zwyczajnego. W 1926 roku Polska Akademia Umiejętności wydała książkę Kozaka Ćwiczenia z zakresu chemji ogólnej. Był członkiem Polskiego Towarzystwa Chemicznego. 
6 listopada 1939 roku został aresztowany razem z innymi profesorami w ramach Sonderaktion Krakau. W sali 66 im. Mikołaja Kopernika (obecnie sala 56 im. Józefa Szujskiego) Collegium Novum Uniwersytetu Jagiellońskiego gestapo aresztowało 142 profesorów UJ zebranych na wykład SS-Obersturmbannführera Bruno Müllera: „Stosunek Rzeszy Niemieckiej i narodowego socjalizmu do nauki i uniwersytetów”. Razem z nimi aresztowano profesorów Akademii Górniczej odbywających swoje zebranie w jednej z sąsiednich sal i przypadkowych interesantów, w sumie 183 osoby.
Kozaka osadzono w koszarach przy ul. Mazowieckiej w Krakowie, skąd został wywieziony do więzienia we Wrocławiu, a następnie przeniesiono go do obozu koncentracyjnego Sachsenhausen. 8 lutego 1940 roku został zwolniony z obozu. Wrócił do Krakowa. Ze względu na uszczerbek na zdrowiu, jakiego doznał w obozie, zmarł 11 lutego 1941 roku.

## Badania naukowe
W 1902 roku Jan Kozak razem z Ludwikiem Brunerem opublikowali pracę z zakresu elektrochemii roztworów niewodnych Nitrometan i chloropikryna jako rozpuszczalniki. Badacze ogłosili wstępne wyniki badań nad przewodnictwem elektrycznym nitrometanu oraz trichloronitrometanu (chloropikryna). Nitrometan został wybrany, ponieważ wykazywał znaczną wartość stałej dielektrycznej (D). Według danych z omawianej pracy D dla nitrometanu wynosiła 36,4, toteż badacze ci przypuszczali, iż – zgodnie z teorią Nernsta – nitrometan powinien powodować jonizację rozpuszczanych w nim substancji. Bruner i Kozak wyznaczyli przewodnictwo właściwe obu tych związków.
Kozak prowadził dalsze eksperymenty nad zdolnością jonizacyjną nitrometanu wraz z Grzegorzem Mariaszem. Zbadali oni przewodnictwo elektryczne kwasu tribromooctowego, SbCl3 (chlorek antymonawy), SbBr3 (bromek antymonawy) oraz HgCl2 (chlorek rtęciowy).  
Jan Kozak prowadził także badania nad fotobromowaniem toluenu, na podstawie których dowiódł, że światło niebieskie zwiększa szybkość reakcji bromowania bardziej niż pozostałe rodzaje światła.

## Życie prywatne
Jan Kozak był żonaty z Jadwigą Dąbrowską, z którą miał dwie córki: Ewę Kumorkiewiczową i Zofię Sidorowiczową oraz syna Mariana. 

## Wybrane prace naukowe
- Nitrometan i chloropikryna jako rozpuszczalniki (z L. Brunerem), 1902
- O najnowszych badaniach nad wpływem światła na niektóre związki organicznej, 1903
- Nach den Versuchen der HHrn. (z G. Mariaszem), 1903
- O trójfenylometylu, 1903
- Ueber einige Derivate terti&rer Ortho und Parabutyltoluole, 1906
- Historia syst. period, pierwiastków chemicznych, 1907
- Ueber die Wirkung des Kaliumhydroxyds auf das Acetyl-ps-Isatin-Dioxim, 1909
- Zur Kenntnis der Photokatalyse. I. Die Lichtreaktion in Gemischen: Uransalz Oxals8.ure (z L. Brunerem), 1911
- Fotokinetyka bromowania, cz. 2 — Przebieg reakcji bromowania dwuchlorku acetylenu pod wpł. światła oraz cz. 3 — O widmowym rozdziale prędkości bromowania toluolu, 1921
- Kwestia torfowa a poprawa współczesnej sytuacji gospodarki w Polsce, 1932
- Photokinetik der Bromsubstitutionsreaktion. Der Verlauf der Bromierung des Naphtalins unter dem Einfluss des Lichtes (z F. Pazdórem), 1934
- Der Verlauf der Bromierung von Naphtalinalkylderivaten unter dem Einfluss des Lichtes, 1934